# Chemin clinique
Les chemins cliniques sont l'un des principaux outils de gestion de la qualité des soins pour la standardisation des processus. Il est démontré que la mise en place de chemins cliniques permet de diminuer la variabilité dans la pratique clinique[réf. nécessaire].

## Définition
C'est un outil d'organisation multidisciplinaire qui facilite une séquence optimale pour un diagnostic ou une procédure pour les différentes activités des professionnels impliqués dans les soins aux patients au cours du séjour à l'hôpital.

## Histoire
Clinical pathway : Le concept de Chemin Clinique est apparu pour la première fois dans le New England Médical Center (Boston) durant l'année 1985 de la main de Karen Zander. Il apparaît à la suite de l'adaptation des documents utilisés dans la Gestion de la Qualité Industrielle, dont les objectifs sont: 
- Améliorer l'efficience dans l'utilisation de ressources
- Finir le travail en un temps établi

## Critères de sélection pour l'élaboration et la mise en place des chemins cliniques
- Pathologies fréquentes dans le service médical ou dans l'hôpital
- Pathologies présentant un risque élevé pour le patient
- Pathologies bien définies
- Existence de recommandations de bonnes pratiques professionnelles ou des avis d'experts
- Variabilité inexpliquée des soins
- Possibilité d'obtenir un consensus professionnel à l'hôpital
- Mise en place multidisciplinaire
- Motivation des professionnels de travailler la pathologie concernée
- Pathologies présentant un coût élevé pour l'hôpital